# Epiphone Casino
 (janvier 2014).
Si vous disposez d'ouvrages ou d'articles de référence ou si vous connaissez des sites web de qualité traitant du thème abordé ici, merci de compléter l'article en donnant les références utiles à sa vérifiabilité et en les liant à la section « Notes et références ».

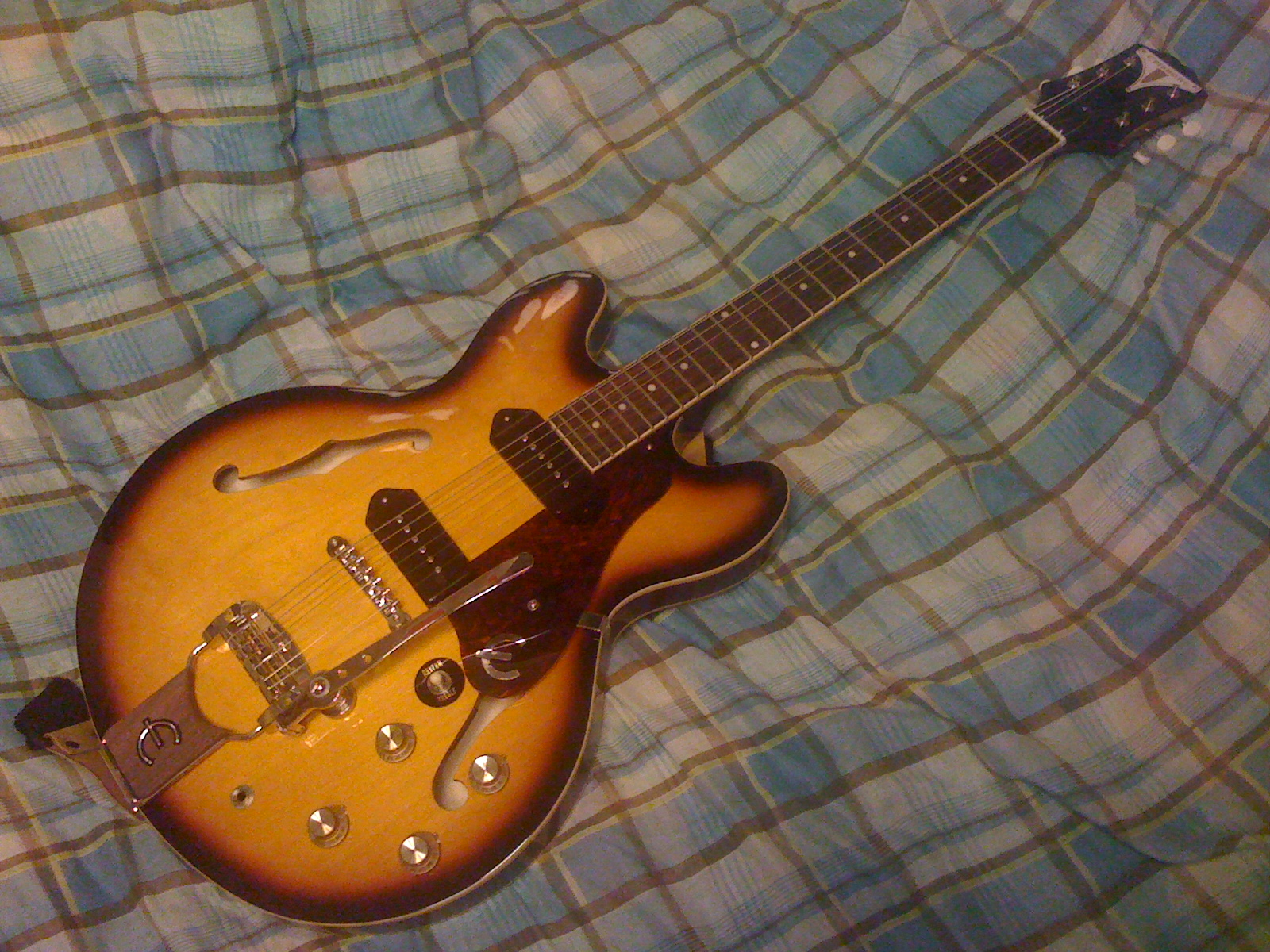
Une Epiphone Casino, ici la ’61 Casino 50th Anniversary

L’Epiphone Casino, sortie en 1961 des ateliers Gibson de Kalamazoo, Michigan, est la copie par Epiphone de la Gibson ES-330 créée, elle, en 1959. À cette l'époque, les copies des Gibson, fabriquées par Epiphone à Kalamazoo, font l'objet du même soin, ce qui en fait des instruments d'une qualité similaire aux modèles Gibson. La Gibson ES-330 ressemble beaucoup à la Gibson ES-335 née en 1958, mais la conception des deux instruments était, et est restée, très différente. La Gibson ES-330 a un corps en trois plis complètement creux et est équipée d'un ou de deux micros P-90, respectivement ES-330T et ES-330TD, alors que la Gibson ES-335 comporte une poutre centrale (semi-hollow) et deux micros humbuckers, mis au point en 1957 et montés sur les modèles « luxe ». L'Epiphone Casino reprend donc, dans un premier temps, toutes les caractéristiques de la Gibson ES-330 mais avec un corps en cinq plis,.
Les premières Gibson ES-330 sont montées avec des micros P90 à capots en plastique noir. Fin 1962, ces capots en plastique sont remplacés par les capots en nickel que l'on connaît aujourd'hui. Suivant cette logique de copie conforme, les premières Epiphone Casino produites en 1961 à Kalamazoo portent également ces mêmes capots en plastique noir, jusqu'à la fin de l'année 1962. Possédant 22 cases, le raccord manche-corps s'opère à la 16e frette, comme habituellement chez Epiphone et Gibson — cependant, en 1968, Gibson propose en option pour son ES-330 un raccord manche / corps à la 19e frette, comme pour l'ES-335.
Gibson arrête la production de la première série d'ES-330 en 1972, et Epiphone celle de la Casino trois ans plus tôt, en 1969, année de la délocalisation de sa production vers le Japon.

## Musiciens ayant joué sur Epiphone Casino
- John Lennon
- Paul McCartney
- George Harrison
- The Edge (U2)

- Gary Clark, Jr.
- Dave Davies
- Noel Gallagher
- Dave Grohl
- Lesław (Komety)
- Johnny Marr
- Imre Poniklo
- Keith Richards
- Brian Jones
- Boz Scaggs
- Paul Weller
- Dwight Yoakam
- Alex Greenwald (Phantom Planet, BlackBlack, JJAMZ / PHASES)
- Thom Yorke (Radiohead)
- Thomas Campa
- Pomme